# Bouznika
Bouznika (arabiska: بوزنيقة) är en stadskommun i Marocko. Den ligger i provinsen Benslimane och regionen Casablanca-Settat, 40 km sydväst om huvudstaden Rabat. Antalet invånare var 37 238 vid folkräkningen 2014.